# Laophonte depressa
Laophonte depressa är en kräftdjursart som beskrevs av T. Scott 1894. Laophonte depressa ingår i släktet Laophonte och familjen Laophontidae. Arten har ej påträffats i Sverige. Inga underarter finns listade i Catalogue of Life.